# 華山 (お笑いコンビ)
華山（かざん）は、吉本興業（大阪本社）所属のお笑いコンビ。2011年結成。NSC大阪校34期生。旧コンビ名、エンペラー。第40回ABCお笑いグランプリ王者。

## メンバー
にこらす（1990年10月18日 - ）（34歳）
ツッコミ担当。立ち位置は向かって右。声が甲高い方。
- 高知県高知市出身。
- 高知県立高知工業高等学校卒業、関西国際大学中退。
- 身長177cm、体重70kg。血液型O型。
- 本名、西山 慶児（にしやま けいじ）。旧芸名、にしやま。
- 趣味は映画鑑賞、デスゲームの妄想、人間観察。
- 特技は少林寺拳法、親指を反る。
- 2020年7月31日、エンペラー単独ライブにて一般女性との結婚を報告した。

やすい（1993年2月6日 - ）（32歳）
ボケ担当。立ち位置は向かって左。声が野太い方。
- 本名および旧芸名、安井 祐弥（やすい ゆうや）
- 京都府大山崎町出身。
- 身長185cm、体重65kg。血液型A型。
- 趣味は釣り、キャンプ、サバイバルキャンプ、粘土細工。
- 特技はコマ回し、一輪車、魚の手掴み、高い所から川に飛び込む、本を早く読む。
- 中学時代はバレーボール部に所属していた。また、高校時代はバスケットボール部に所属したが1年で退部した。
- 上方漫才協会大賞の「ダサい芸人ランキング」2020年・2021年・2022年と3連覇、殿堂入りを果たしている。

## 経歴
ともに大阪NSC34期生。やすいは幼馴染と一緒に入学したが、その相方が入学後、3週間程で退学したため、相方を探すことになり、クラスで最も気持ちの悪かったにこらすとコンビ・エンペラーを結成した。エンペラーというコンビ名はNSC時代に付けたもので、早く吉本にコンビ名を提出しなければいけなかったということで、イカのえんぺら（鰭）の部分が好きだったことから付けたもので本人たち曰く「特に意味込められてたわけでない」とのことである。
2022年4月24日に行われた単独ライブ「カランピリー」をもってコンビ名を華山に改名し、個人名も安井祐弥からやすい、にしやまからにこらすに改名した。M-1グランプリの公式サイトで検索したらエンペラーが付く名前のコンビがたくさん出てきたこともあっての改名で、「私たち華がないと言われ続けた」ということから華の字の付くコンビ名にしたという。
M-1グランプリ2023で準決勝に初進出し、敗者復活戦にも出場。敗者復活戦にて、MCの西野七瀬が華山のネタを見ているときに真顔であったシーンがカメラに抜かれたために話題となった。

## 賞レースでの戦歴

### M-1グランプリ
| 年度             | 結果         | エントリー No. | 会場               | 日程     | 備考                        |
| ---------------- | ------------ | -------------- | ------------------ | -------- | --------------------------- |
| 2015年（第11回） | 2回戦進出    | 945            | テイジンホール     | 10月6日  |                             |
| 2016年（第12回） | 1回戦敗退    | 1320           | 心斎橋大丸劇場     | 8月9日   |                             |
| 2017年（第13回） | 3回戦進出    | 1376           | よしもと漫才劇場   | 10月24日 |                             |
| 2018年（第14回） | 3回戦進出    | 342            | よしもと漫才劇場   | 10月23日 |                             |
| 2019年（第15回） | 準々決勝進出 | 1923           | なんばグランド花月 | 11月18日 |                             |
| 2020年（第16回） | 準々決勝進出 | 2494           | なんばグランド花月 | 11月16日 |                             |
| 2021年（第17回） | 準々決勝進出 | 4025           | なんばグランド花月 | 11月10日 |                             |
| 2022年（第18回） | 準々決勝進出 | 4958           | なんばグランド花月 | 11月15日 |                             |
| 2023年（第19回） | 準決勝進出   | 4532           | NEW PIER HALL      | 12月7日  | 1回戦シード。敗者復活戦進出 |
| 2024年（第20回） | 準々決勝進出 | 513            | なんばグランド花月 | 11月20日 | 1回戦シード                 |

### その他
- 2016年 キングオブコント 準決勝進出[13]
- 2018年 キングオブコント 準々決勝進出[14]
- 2019年 第4回 上方漫才協会大賞 新人賞受賞[15]
- 2019年 第40回 ABCお笑いグランプリ 優勝[16]
- 2019年 キングオブコント 準決勝進出[17]
- 2020年 バトル・オブ・ザ・ステージ 優勝[18]

## 芸風
漫才、コントともに行う。ABCお笑いグランプリ優勝の際には、1本目で漫才、2本目でコントを演じた。しゃべくり漫才からいつの間にか互いに役に入り込んでしまうというスタイルから「憑依型漫才」と言われている。ただし普段はしゃべくり漫才の方が多い。

## 出囃子
- 『もぐらたたきのような人』（町あかり）

## 単独ライブ
2015年
- 8月2日 - アカペラ（道頓堀ZAZA POCKET’S)

2016年
- 11月28日 ‐ ペペララ（道頓堀ZAZA HOUSE）

2017年
- 8月19日 ‐ もうええっちゅうねん（よしもと漫才劇場）

2019年
- 1月20日 - ぼちそろ（よしもと漫才劇場）
- 3月10日 ‐ なるへそ（よしもと漫才劇場）
- 5月18日 - ちょち（よしもと漫才劇場）
- 7月13日 - おにゃのこ（よしもと漫才劇場）
- 9月8日 - おぱぱ（よしもと漫才劇場）
- 11月10日 - エンペラーズ（よしもと漫才劇場）

2020年
- 7月31日 - 華麗なるエンペラー（よしもと漫才劇場）

2021年
- 2月12日 - 奇麗（よしもと漫才劇場）
- 4月17日 - 奇縁（よしもと漫才劇場）
- 6月13日 - 数奇（よしもと漫才劇場）
- 8月8日 - 怪味（よしもと有楽町シアター）
- 8月15日 - 奇数（よしもと漫才劇場）
- 8月15日 - 奇跡（よしもと漫才劇場）

2022年
- 4月24日 -  カランピリー（よしもと漫才劇場）
- 7月8日 - ちょっと違う私たち（よしもと漫才劇場）

2024年
- 6月6日 - 人人（よしもと漫才劇場）

2025年
- 4月11日 - シーザードレッシィング（よしもと漫才劇場）
- 4月19日 - 新世界や東京（雷5656会館 ときわホール）※初の東京開催

### トークライブ
2019年
- 4月24日 - ぴーちくぱーちく（道頓堀ZAZA POCKET'S）
- 6月4日 - ぴーちくぱーちく（道頓堀ZAZA HOUSE）  ゲスト：さすけ（滝音）
- 8月7日 - ぴーちくぱーちく（道頓堀ZAZA HOUSE）  ゲスト：カベポスター
- 10月21日 - ぴーちくぱーちく（道頓堀ZAZA HOUSE）  ゲスト:紅しょうが
- 12月24日 - ぴーちくぱーちく（道頓堀ZAZA HOUSE）  ゲスト:隣人

## 出演

### テレビ
- エンペラーの関西名物! 豪華ご褒美ロケ3連発!（Gyao!） - ABCお笑いグランプリ優勝のご褒美番組[20]
- バズ★ナイトナマー!（毎日放送） - レギュラー出演

### ラジオ
- WEST SIDE JUNK LAUGH（YES-fm、2018年11月6日 - 12月25日）
- オンスト（YES-fm、2019年4月3日 - ） - 水曜日パーソナリティ